# 三遊亭遊喜

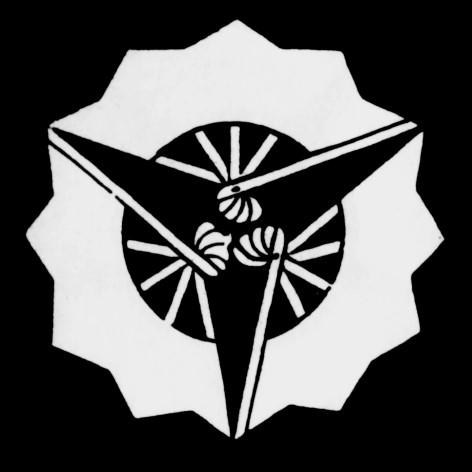
三遊亭遊喜定紋「高崎扇」

三遊亭 遊喜（さんゆうてい ゆうき、1972年10月18日 - ）は日本の落語家である。本名∶渡辺 邦弘。静岡県島田市出身。
落語芸術協会所属。三遊亭小遊三門下。主に古典落語を演じる。

## 来歴
島田市立第一中学校・静岡県立島田高等学校を経て、東洋大学工学部応用化学科を卒業した。
1995年4月、三遊亭小遊三に入門し前座名「遊やけ」を名乗る。
1999年4月、二ツ目昇進し「遊喜」と改名。
2009年5月、春風亭鯉枝、橘ノ杏奈、瀧川鯉太、三代目桂枝太郎と共に真打昇進。

## 芸歴
- 1995年4月 - 三遊亭小遊三に入門、前座名「遊やけ」。
- 1999年4月 - 二ツ目昇進、「遊喜」と改名。
- 2009年5月 - 真打昇進。

## 人物
小遊三一門の秘蔵っ子と噂され、風貌と芸は師匠に似ており、遊喜の後ろ姿をみた小遊三の同級生に「おい天野（小遊三の本名）」と声をかけられたことがある。
落語芸術協会の若手真打4名（遊喜自身、春風亭傳枝、笑福亭里光、柳亭芝楽）で構成されたユニット「ヨセゲー」を結成している。
春風亭鯉枝の新作の原案を作っている。そのため、鯉枝の新作には、渡辺（三遊亭遊喜の本名）と大西（瀧川鯉太の本名）の名前の登場人物が毎回登場する。
独演会「ゆうきのでる会」三遊亭遊喜の会を精力的に開催している。また、島田市を落語の街にした「おみせらくご」など地域イベントに積極的に参加など地域寄席にも力を入れて活動の場を広げている。
参加している地域寄席
- ミスティー寄席
- がざびぃ寄席（西荻窪）
- 国分寺ギー寄席（国分寺）
- JACK寄席（川越）
- 大正時代の元芝居小屋現映画館での「みのる座寄席」（島田市）
- 歩歩路寄席
- おみせらくご(島田市)
- モグラ寄席
- 越生いまいち落語会
- ぎふ中日寄席
- 十条らくご
- 川越UPPER寄席
- 小江戸おみせらくご会
- 本屋でらくご
- 落語と読み聞かせ
- 黒潮寄席
- 島田宿場寄席

落語以外にも、大学時代の後輩とバンド「鯨井2100」を結成、ギターヴォーカルをつとめる。
交友関係が広く、パンクバンド、お笑い芸人、映画監督、俳優、脚本家、作家などとの交流がある。
Radiotalkで「三遊亭遊喜のつぶやき日報」を毎日ライブ配信
年末には　つぶやき日報流行語大賞が発表される

## 趣味
ギター、ルアーフライフィッシング、早素振り、山登り、キャンプ、焚火、剣道2段。

## 出演番組
- 笑っていいとも・ウチくる（フジテレビ）
- インディーウォーズ（日本テレビ）
- 小堺一機のサタデーウィズ（TBSラジオ）
- 8時かよう（インターネットラジオ南青山）
- この人に聞く（FMしまだ）
- ミュージックブルペン赤提灯球場（かしわプロダクション制作）
- 東京演芸ショー（高知放送）
- 三遊亭遊喜の落語　(FM島田g-sky76.5)
- 「三遊亭遊喜の元気・勇気の出るラジオ」(FM-Haro)
- サントリー烏龍茶webCM ナレーション
- 映画「アンダードッグ」
- FMシアター「これが、私の落とし噺」(NHK FM)  - 落語指導
- 三遊亭遊喜の Rock ON! Radio（FM-Haro）毎週火曜日１２：００～
- 三遊亭遊喜のらくご（FM島田）

## 出版
- 『架空世界の悪党図鑑』講談社
- 高校英語教科書「ENGLISH NOW」開隆堂